# محاصره یمن
محاصره یمن به محاصرهٔ زمینی، هوایی و دریایی یمن گفته می‌شود که با حضور ناوهای جنگی عربستان سعودی در آب‌های یمن در سال ۲۰۱۵ و پس از حمله نظامی عربستان به یمن آغاز شد. ایالات متحده آمریکا در اکتبر ۲۰۱۶ به این محاصره پیوست. این محاصره پس از شلیک یک موشک توسط انصارالله یمن به ریاض در نوامبر ۲۰۱۷ سخت‌تر شد.
محاصرهٔ یمن منجر به گسترش شدید بیماری‌ها، گرسنگی شدید، سوء تغذیه و ایجاد یک قحطی گسترده در یمن شده‌است.

## پیش‌زمینه
در ۶ فروردین ۱۳۹۴ (۲۵ مارس ۲۰۱۵ میلادی)، نیروهای ائتلاف به رهبری عربستان سعودی توسط فردی به نام احمد سیر آرمان حملهٔ هوایی ائتلافی از کشورهای منطقه به رهبری عربستان سعودی به یمن با نام عملیات طوفان قاطعیت (به عربی: عملیة عاصِفة الحزم) و به درخواست رئیس‌جمهور مستعفی و فراری یمن آغاز کرد. این حمله از ۲ اردیبهشت با نام عملیات احیای امید (به عربی: عملیة إعادة الأمل) ادامه یافت.
این ائتلاف شامل پنج کشور عضو شورای همکاری خلیج فارس (عربستان سعودی، امارات متحده عربی، قطر، کویت و بحرین) به همراه مراکش، مصر، اردن و سودان است که در این حملات مشارکت دارند. سومالی نیز اجازه استفاده از پایگاه‌های نظامی خود برای حمله را داده‌است.
فقط در طول تقریباً یک سال (تا ۸ اکتبر ۲۰۱۶) بمباران هوایی سعودی باعث کشته شدن دست کم ۱۵۵ تن و زخمی شدن ۵۲۵ نفر که مشغول مراسم تشییع جنازه بودند، شد. در مجموع طبق گزارش شبکه المسیره واحد نظارت مرکز حقوق بشر و آمار تجاوزات سعودی یمن از زمان حمله تا ماه اول سال ۲۰۲۱ میلادی، ۱۶ هزار و ۹۷۸ شهروند یمنی که سه هزار و ۷۹۰ نفر از آنها کودک و ۲ هزار و ۳۸۱ نفر زن هستند بر اثر حملات زمینی، هوایی و دریایی ائتلاف سعودی کشته شده‌اند.

## اثرات و قحطی
در سال ۲۰۱۶، با حمله نظامی ائتلاف عربستان به یمن و شروع جنگ داخلی یمن، قحطی در یمن آغاز شده‌است.
فروش سوخت در بازار سیاه یکی از معدود راه‌هایی است که مردم می‌توانند به خانواده‌های خود غذا بدهند زیرا سایر مشاغل به دلیل جنگ و کمبود سوخت در یمن شکست می‌خورند.
در نتیجه محاصره، کمبود شدید لوازم ضروری مانند غذا، آب و تجهیزات پزشکی وجود دارد، تا جایی که کودکان به دلیل کمبود آب آشامیدنی در معرض خطر بیماری هستند.
از ۵ نوامبر ۲۰۱۷ به دلیل تنگ‌تر شدن محاصره زمینی، دریایی و هوایی یمن توسط عربستان با پشتیبانی و کمک آمریکا قحطی در یمن شدت بیشتری به خود گرفت. در سال ۲۰۲۰ میلادی، سازمان یونیسف قحطی یمن را بدترین قحطی جهان دانست و افزود که بیش بیست و چهار میلیون تن از مردم یمن (بیش از هشتاد درصد) نیاز سخت به کمک‌های انسانی و غذا دارند و که ازین میان دوازده میلیون تن خردسالند.

## نقش آمریکا
ایالات متحده از مارس ۲۰۱۵ از مداخله ائتلاف عربی در جنگ و محاصره یمن حمایت کرده‌است. در اواسط سال ۲۰۱۵، واشینگتن با ایجاد یک هسته برنامه‌ریزی هماهنگی مشترک با ارتش سعودی که به مدیریت جنگ کمک می‌کند، حمایت لجستیکی و اطلاعاتی خود را از عربستان سعودی افزایش داد. سازمان‌های امدادی می‌گویند: تحریم اعمال‌شده توسط ائتلاف عربی ایالات متحده (و تحت حمایت بریتانیا) تأثیر چشمگیری بر قحطی و شرایط یمن داشته‌است و حدود ۸۰ درصد از مردم به منابع حیاتی مانند غذا، آب و تجهیزات پزشکی نیاز فوری دارند. عربستان سعودی با تکیه بر گزارش‌های اطلاعاتی و تصاویر نظارتی ایالات متحده هدف‌های حملات هوایی خود در یمن را انجام می‌دهد. برخی از منتقدان اعزام کشتی‌های جنگی توسط آمریکا در منطقه پس از هدف قرار گرفتن امارات متحده عربی توسط موشک‌های HSV-2 Swift حوثی‌ها را باعث تقویت محاصره ائتلاف توسط ایالات متحده تعبیر کردند. به گفته منابع ایرانی، آمریکا هواپیماهای سعودی را سوخت رسانی می‌کند، اطلاعات نظامی عربستان را تأمین کرده و ده‌ها میلیارد دلار بمب برای آنها تدارک دیده‌است. ایالات متحده با تشدید نگرانی‌های بین‌المللی در مورد برخی از ابتکارات استراتژیک انجام شده توسط ارتش عربستان سعودی در درگیری، مشارکت خود در این هسته برنامه‌ریزی مشترک را تا حدودی کاهش داد.
ایالات متحده (و بریتانیا) از طریق فروش تسلیحات و کمک‌های فنی از این تلاش حمایت می‌کنند. عفو بین‌الملل از ایالات متحده و بریتانیا خواسته‌است که از ارسال تسلیحات به عربستان سعودی و ائتلاف تحت رهبری عربستان سعودی خودداری کنند. بر طبق گزارش‌ها، آمریکا به عنوان شریک غیرمستقیم عربستان در جنگ و محاصره یمن تلقی می‌شود. واشینگتن پست در مقاله ای نوشت: "پایان حمایت آمریکا از محاصره یمن به رهبری عربستان می‌تواند برای میلیون‌ها یمنی امید ایجاد کند. جو بایدن و کنگره ایالات متحده آمریکا هیچ اقدام واقعی برای پایان دادن به این حمایت‌ها انجام نداده‌اند، پس از اینکه وی اعلام کرد که «به همه حمایت‌های آمریکا از عملیات حمله در جنگ یمن، از جمله فروش تسلیحات مربوطه پایان می‌دهد»."

## نقش بریتانیا
اگرچه بریتانیا از عربستان سعودی خواسته‌است که محاصره یمن را کاهش دهد و دولت بریتانیا ۴ میلیون پوند برای کمک به نیازهای اضطراری اختصاص داده‌است، دولت بریتانیا رسماً از ائتلاف به رهبری عربستان سعودی از آغاز درگیری حمایت کرده‌است. در سال ۲۰۱۵، وزیر امور خارجه وقت، فیلیپ هموند، نماینده پارلمان، تأیید کرد که سعودی‌ها از هواپیماها و تسلیحات ساخت بریتانیا در یمن استفاده می‌کنند و میزان حمایت انگلیس از عربستان سعودی را مشخص کرد: ما زیرساخت‌های قابل توجهی داریم که هوای عربستان را پشتیبانی می‌کند. به‌طور کلی و اگر از ما درخواست شود که پشتیبانی بیشتری از آنها ارائه کنیم، قطعات یدکی، تعمیر و نگهداری، مشاوره فنی و تأمین مجدد ما به دنبال انجام این کار خواهیم بود. در سال ۲۰۱۸ کارشناسان سازمان ملل از دولت بریتانیا خواستند که به عربستان سعودی بمب‌هایی را برای استفاده در یمن ندهید. در مقاله گاردین در سال ۲۰۱۹ با عنوان: سعودی‌ها بدون ما نمی‌توانستند این کار را انجام دهند: نقش واقعی بریتانیا در جنگ مرگبار یمن" توضیح می‌دهد: "هر روز یمن مورد اصابت بمب‌های بریتانیا که توسط هواپیماهای انگلیسی با خلبان‌های آموزش دیده بریتانیایی، رها می‌شوند و در داخل عربستان سعودی توسط هزاران پیمانکار انگلیسی نگهداری و آماده می‌شوند، قرار می‌گیرند. این مقاله ادعا می‌کند: بریتانیا صرفاً برای این جنگ تسلیحات تأمین نمی‌کند، بلکه پرسنل و تخصص مورد نیاز برای ادامه جنگ را نیز فراهم می‌کند. دولت بریتانیا پرسنل نیروی هوایی سلطنتی بریتانیا را برای کار به عنوان مهندس و مربی خلبانان و هدف گیران سعودی مستقر کرده‌است. بی‌ای‌ئی سیستمز، بزرگ‌ترین شرکت تسلیحاتی بریتانیا، نقش بزرگ‌تری را ایفا می‌کند و دولت آن را برای تأمین تسلیحات، تعمیر و نگهداری و مهندسین در داخل عربستان سعودی قرارداد فرعی بسته‌است.

## واکنش سازمان ملل متحد
به گزارش خبرگزاری فرانسه، سازمان ملل متحد از ائتلاف به رهبری عربستان سعودی خواست تا محاصره یمن را فورا/به‌طور کامل لغو کند. سازمان جهانی بهداشت از شیوع سریع بیماری دیفتری در ۱۳ استان یمن خبر داد. این سازمان همچنین اضافه کرد که بروز دیفتری در یمن به عنوان یک مشکل نگران کننده تلقی می‌شود. بر اساس گزارش‌های ایران، حدود یک میلیون یمنی مبتلا به وبا هستند و بیش از ۲۲۰۰ نفر بر اثر این بیماری جان خود را از دست داده‌اند. ائتلاف تحت رهبری عربستان سعودی پس از حمله موشکی انصارالله به ریاض در ۶ نوامبر ۲۰۱۷ تمامی مرزهای دریایی، زمینی و هوایی یمن را مسدود کرد و اجازه نداد کمک‌های بین‌المللی به مردم یمن ارسال شود. مجموع حوادث، منجر به اعتراض علیه محاصره شده‌است که در آن سازمان ملل متحد از ائتلاف نظامی به رهبری عربستان سعودی درخواست کرد تا محاصره یمن را به‌طور کامل لغو کند و گفت که ۸ میلیون نفر «در آستانه قحطی» هستند.